# Пейзановска носия
Пейзановската носия (на гръцки: Φορεσιά του Ασβεστοχωρίου) е българска носия от солунското село Пейзаново (или Киречкой, днес Асвестохори), разположено днес в Егейска Македония, Гърция. Носията на жителите на Пейзаново е една от най-богато орнаментираните в региона. Царевна Миладинова пише за пейзановската носия:
| „ | Недалече от българския Трансваал в Солун, горе, зад високите баири на север, се намираха селата Киречкьой и Капуджилар. В първото от тези села се говореше тогава, говори се и сега, на хубав български език със старобългарски примеси в говора. Селянките му носят някакви чудновати и много красиви старобългарски носии. | “ |

Характерна е с тежките и богато бродирани тъкани. Ризата на носията е от дебел памучен плат и е с бродерия на яката и ръкавите.